# 柽柳沙鼠
柽柳沙鼠（学名：Meriones tamariscinus）为鼠科沙鼠属的动物。在中国大陆，分布于甘肃、新疆、内蒙古等地，多栖息于荒漠、半荒漠、沃州及耕地。该物种的模式产地在哈萨克斯坦乌拉尔河口。

## 亚种
- 柽柳沙鼠北疆亚种（学名：Meriones tamariscinus jaxartensis），Ognev et Heptner于1928年命名。在中国大陆，分布于准噶尔盆地西）、新疆（伊犁谷地等地。该物种的模式产地在哈萨克斯坦锡尔河口。[2]
- 柽柳沙鼠甘肃亚种（学名：Meriones tamariscinus satschouensis），Satunin于1903年命名。在中国大陆，分布于甘肃（西部）、内蒙古（西部）等地。该物种的模式产地在甘肃肃州。[3]